# Czarna Wenus
Czarna Wenus (fr. Vénus noire) – francusko-belgijski dramat filmowy z 2010 roku w reżyserii Abdellatifa Kechiche'a.
Jego światowa premiera miała miejsce we wrześniu 2010 roku podczas 67. MFF w Wenecji, gdzie obraz brał udział w konkursie głównym i otrzymał Nagrodę Równych Szans (Equal Opportunity).
Zdjęcia powstawały w Montfort-l’Amaury we Francji.

## Fabuła
Film opowiada prawdziwą historię Saartjie „Sarah” Baartman, młodej, czarnoskórej kobiety, która zdobywa popularność ze względu na swoje oryginalne kształty (steatopygia), które obnaża podczas publicznych występów w Londynie. Sarah występuje w przedstawieniach prowadzonych przez Cezara, jej angielskiego opiekuna, a nazywana jest „hotentocką Wenus”.
Kobieta udaje dziką i niebezpieczną Afrykankę, którą Cezar trzyma w klatce lub na smyczy. Podczas występów Sarah, aby zabawić publiczność, musi znosić upokorzenia. Jednym z punktów widowiska jest bowiem dotykanie jej nietypowo dużych pośladków przez wybrane osoby.
We Francji stanie się również obiektem badań naukowych ze względu na steatopygię i fartuszek hotentocki.

## Obsada
- Yahima Torres – Saartjie Baartman
- Andre Jacobs – Hendrick Caezar

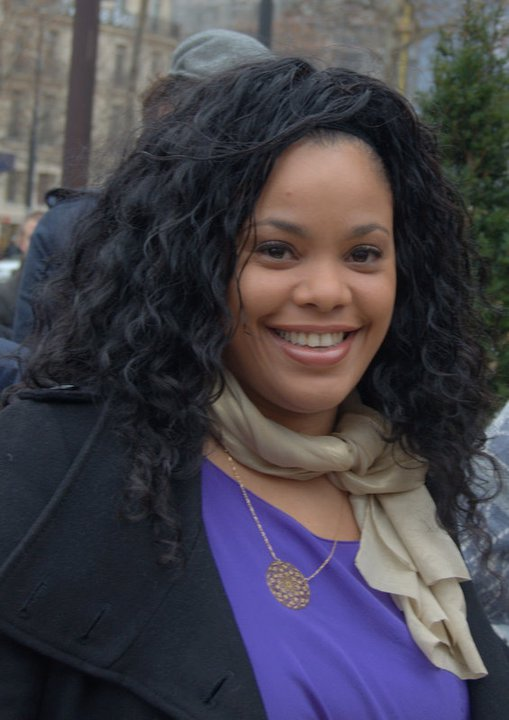
Yahima Torres, aktorka grająca rolę Saartjie Baartman.

- François Marthouret – Georges Cuvier
- Olivier Gourmet – Réaux
- Elina Löwensohn – Jeanne
- Jean-Christophe Bouvet – Charles Mercailler
- Michel Gionti – Jean-Baptiste Berré